# 14e bataillon de tirailleurs sénégalais
Pour les articles homonymes, voir 14e bataillon.
Le 14e bataillon de tirailleurs sénégalais (14e BTS) est un bataillon des troupes coloniales française, ayant participé à la campagne du Maroc pendant la Première Guerre mondiale.

## Création et différentes dénominations
- 1er août 1914 : Formation du 3e bataillon de marche par le 1er régiment de tirailleurs sénégalais
- 22 août 1914 : renommé 14e bataillon de tirailleurs sénégalais

## Personnalités ayant servi au14eBTS
- Marcel Alessandri (1895-1968)